# سوربو سان بازیله
سوربو سان بازیله (به ایتالیایی: Sorbo San Basile) یک کومونه در ایتالیا است که در استان کاتانزارو واقع شده‌است. سوربو سان بازیله ۵۸٫۶۹ کیلومتر مربع مساحت و ۸۱۹ نفر جمعیت دارد و ۶۰۵ متر بالاتر از سطح دریا واقع شده‌است.